# Niels Åkerstrøm Andersen
Niels Åkerstrøm Andersen (* 27. April 1964 in Glostrup) ist Professor für politisches Management (politisk ledelse) und Forschungsgruppenleiter an der Abteilung für Management, Politics and Philosophy der Copenhagen Business School. 

## Akademische Karriere
Niels Åkerstrøm Andersen promovierte 1995 an der Universität Roskilde zum Doktor der Verwaltungswissenschaften. 1997 wurde er Dozent für politisches Management an der Abteilung für Management, Politics and Philosophy der Copenhagen Business School, an der er 2001–2005 als Forschungsprofessor für Politik, Strategie und Organisation tätig war und seit 2005 als Professor für politisches Management wirkt.

## Forschung
Niels Åkerstrøm Andersens Arbeiten sind von der Diskurstheorie Ernesto Laclaus, Jacques Derridas Dekonstruktivismus sowie der Theorie sozialer Systeme Niklas Luhmanns beeinflusst. Er forscht schwerpunktmäßig in den Bereichen Sozialmanagement, Management der öffentlichen Verwaltung und Selbstmanagement sowie zu Fragen der Intimisierung des Managements, was insbesondere das Management von Emotionen mit einschließt. Zudem hat Andersen mit Power at Play ein Standardwerk der ludischen Managementforschung verfasst.

## Werke und Herausgeberschaften

### Ausgewählte Monographien
- Power at Play: The Relationships between Play, Work and Governance. Houndmills: Palgrave Macmillan. 2009. ISBN 978-0230228207
- Discursive analytical strategies : understanding Foucault, Koselleck, Laclau, Luhmann. Bristol: Policy Press. 2003. ISBN 978-1861344397

### Arbeiten in Deutscher Sprache
- Justine Grønbæk Pors; Niels Åkerstrøm Andersen (2019) Potentialisierung organisieren : Die Entstehung eines neuen Wohlfahrtstaatsregimes? Wiesbaden: Springer.
- Organisation und Entscheidung (2012) In: Oliver Jahraus; Armin Nassehi; Mario Grizelj; Irmhild Saake; Christian Kirchmeier; Julian Müller (Hrsg.): Luhmann-Handbuch: Leben, Werk, Wirkung. Hrsg. Stuttgart: Verlag Metzler, S. 202–209.
- Wer ist Yum-Yum? Ein Cartoon-Staat im Werden (2010) In: Steffen Roth; Lukas Schreiber; Ralf Wetzel (Hrsg.): Organisation multimedial: Zum polyphonen Programm der nächsten Organisation.  Heidelberg: Carl-Auer Verlag, S. 245–280.